# Treska bezvousá
Treska bezvousá (Merlangius merlangus), též treska merlang či jen merlang, je mořská ryba z čeledi treskovitých, která se vyskytuje v jihovýchodním Atlantiku od Islandu po Portugalsko a Černé moře.

## Popis
Jedná se o poměrně velkou rybu s protáhlým tělem. Může měřit až 70 cm, avšak typicky se vyskytuje ve velikostech pod 23,5 cm. Hlava je malá, tlama zašpičatělá. Nedospělí jedinci mají na bradě krátké vousky, které se však v dospělosti vytrácí. Barva těla je různá od žlutohnědé přes modrozelenou, na břichu bývá stříbrná či bílá. Má tři hřbetní ploutve a dvě ploutve řitní. Prsní ploutve jsou po stranách těla, řitní ploutve jsou blízko žaber. U horní báze řitní ploutve se často nachází tmavá skvrnka. Postranní čára je hnědá, na hlavě má póry. Horní čelist překrývá tu spodní.

## Výskyt
Treska bezvousá je rybou severovýchodního Atlantiku. Vyskytuje se od jihovýchodu Barentsova moře a Islandu na jih až po Portugalsko. Přítomná je i v Černém, Egejském a severní části Jaderského moře. V severozápadní části Středozemního moře se vyskytuje jen výjimečně. Obývá slané a brakické vody do 200 m hloubek, nejčastěji mezi 30–100 m.

## Biologie
Živí se masožravě. Vedle malých rybek požírá krevety, kraby, měkkýše, mnohoštětinatce a hlavonožce.

## Vztah k lidem
Jedná se o rybu s velkým ekonomickým významem. Je komerčně lovena na maso, které se pojídá syrové nebo tepelně zpracované. Často se uchovává pro pozdější konzumaci zmražením, usušením, nasolením nebo vyuzením. Výrazný ekonomický význam přitom treska bezvousá má teprve od nedávna, v minulosti byly tresky bezvousé chycené v sítích házeny zpět do moře nebo používány jako návnada na jiné druhy ryb či jako potrava pro domácí mazlíčky.